# Macht und Ehre
Macht und Ehre — німецький рок-гурт, який сповідує неонацистську ідеологію. Створений 1991 року Берлінській в'язниці Стефаном Йонесом. Macht und Ehre є одним з найстаріших німецьких неонацистських гуртів, які продовжують грати. Як і близький за ідеологією гурт Landser, Macht und Ehre було сформовано колишніми учасниками екстремістського гурту Die Vandalen (діяла у 1980-х).

## Дискографія
- 1991: Thorsten Koch (MC) (заборонено 30 вересня 1994)
- 1992: Sturm 20 (MC) (заборонено 29 квітня 1994)
- 1993: Volkssturm 93 (MC) (заборонено 29 квітня 1995)
- 1996: NSDAP (ordered seized by BRD on 3. February 1997, BAnz. Nr. 60)
- 1996: Gegen den Untermensch (Demos) (Compilation, ordered seized by BRD on 14. April 1997, BAnz. Nr. 162)
- 1996: Nigger Out! (Разом з Австралійським праворадикальним гуртом Kommando) (заборонено 31 березня 1998)
- 1997: Unser Land (Single)
- 1997: Herrenrasse (ordered seized by BRD on 9. November 1997, BAnz. Nr. 204)
- 2003: Schwarzer Orden (banned on 31. March 2004, BAnz. Nr. 63)
- 2004: Hass schürender Lärm (Split-CD with Division Germania)
- 2004: Tribute to Freikorps (Split-CD with Division Germania and Sleipnir)
- 2005: Mit uns ist der Sieg
- 2007: Hass schürender Lärm II (2007) (Split-CD with Die Barbaren and Aryan Brotherhood, indexed on 31. October 2007; DVD indexed on 31. July 2008)
- 2009: Europa erwache! (заборонено 29 жовтня 2009)